# Cultura de Níger

Bandera de Níger

La Cultura de Níger se encuentra muy marcada por la variación y la evidencia de múltiples cruces con el colonialismo francés.

## Regiones culturales

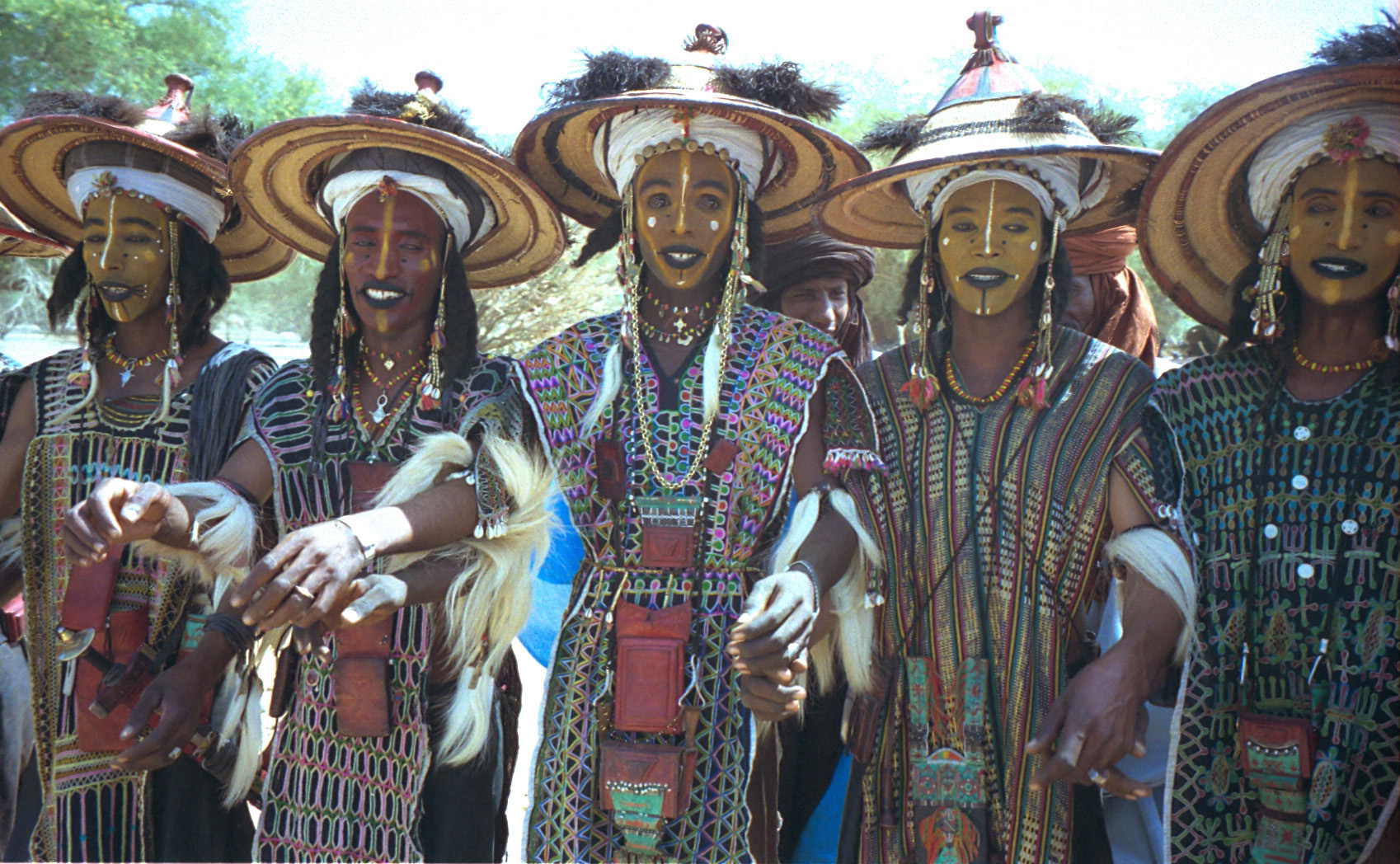
Hombres Wodaabe en una danza tradicional del norte del país

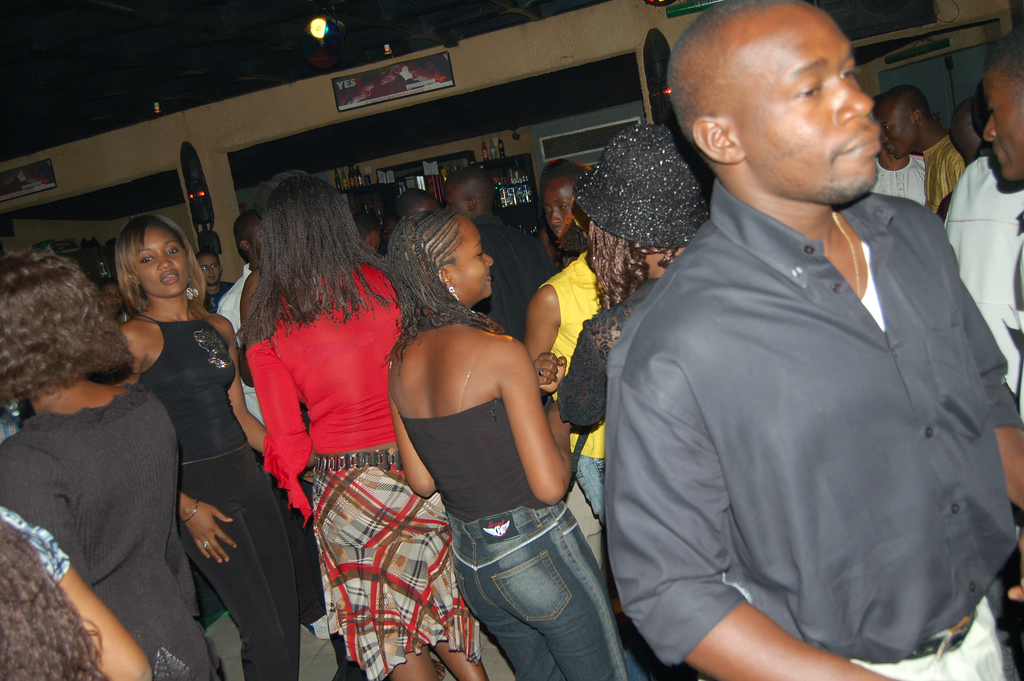
Discoteca en Niamey

Níger está hoy creado a partir de cuatro áreas culturales distintas de la era precolonial:
- Djerma dominaba el valle del río Níger en el sudoeste
- La periferia septentrional de Hausaland, conformada a partir de estados que resistieron al califato Sokoto y que hacía frontera con Nigeria hasta el sur.
- La depresión del Lago Chad y Kaouar en el lejano este, poblado por granjeros Kanuri y pastores Toubou que una vez fueron parte del imperio Kanem-Bornu
- Y los nómadas Tuareg de las Montañas de Air y el desierto de Sahara en el vasto norte

Cada una de estas comunidades, junto con otros grupos étnicos más pequeños, como los pastores Woodabe y Fula, trajeron sus tradiciones culturales al nuevo estado de Níger.

## Arte
La música de Níger incluye las guitarras de los tuaregs de ioana, con grupos como Group Inerane y Group Bombino entre otros.
Desde la independencia, se ha producido un mayor interés por la herencia cultural en forma de arquitectura tradicional, artesanía, música y danza.
- Véase Música de Níger
- Véase Cine de Níger y Cure Salee (Festival de los nómadas)

## Idiomas
- Véase Idiomas de Níger

El idioma francés ha sido el vehicular desde la independencia y fue oficial hasta 2025, existen otros ocho idiomas nacionales: Hausa (idioma oficial actualmente), Zarma, Tamajeq, Fulfulde, Kanuri, árabe, Gurmantche y Toubou. El Hausa, hablado por más de la mitad de la población es el más conocido por las comunidades lingüísticas nigerinas.

## Religión
- Véase Religión en NígerFestival del Ramadán la ciudad de Zinder

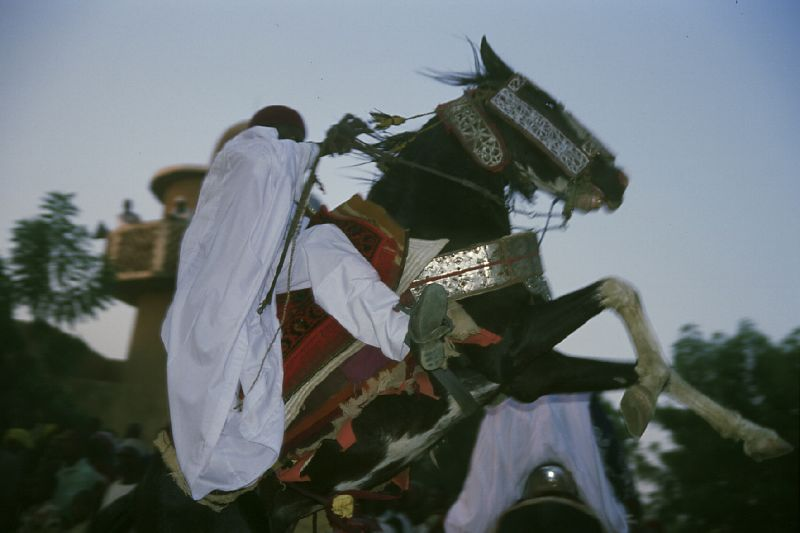
Festival del Ramadán la ciudad de Zinder

En cuanto a la religión, el islam, extendiéndose por el norte de África desde el siglo X, tiene una gran influencia entre la población del país. Es la dominante en el país y es practicada por el 90% de la población. Aproximadamente el 95% de los musulmanes nigerinos son sunitas; el 5% son Shi'a.   Hay pequeñas comunidades católicas (remanente de la influencia colonial), animistas, como los practicantes del culto Bori (musulmanes sincretistas) y animistas, remanentes de las religiones precoloniales.